# Keradere tengstroemiella
Keradere tengstroemiella is een vlinder uit de familie snuitmotten (Pyralidae). De wetenschappelijke naam is voor het eerst geldig gepubliceerd in 1874 door Erschoff.
De soort komt voor in Europa.